# ミシェール・ワイ
ミシェール・ワイ（衛詩雅、Michelle Wai、1984年11月24日-）は、香港出身の女優、モデル。旧芸名は詩雅。身長160cm、体重45kg、いて座。YMCAオフィス情報技術コース卒業。TVB、EEG所属。

## 出演作品

### テレビドラマ
- 2008年：「盛装舞歩愛作戦」(TVB) - Michelle 役
- 2008年：「藍児本色」(TVB)

### 映画
- 2007年： 12 Faces of Woman Short Film（監督：Sammie Cheng）
- 2008年： 很想和你在一起
- 2009年： 愛出猫 - Michelle 役
- 2010年：『ホット・サマー・デイズ』全城熱戀熱辣辣
- 2010年： 前度
- 2010年：『少女たち』囡囡
- 2010年：『白蛇伝説〜ホワイト・スネーク〜』白蛇傳說
- 2012年：『トライアド』紮職
- 2013年：『哭き女』哭喪女 ※香港インディペンデント映画祭2017で上映
- 2013年：『ファイヤー・レスキュー』救火英雄
- 2014年： 金雞SSS
- 2015年： 12金鴨
- 2017年：『77回、彼氏をゆるす』原諒他77次 ※2017年第12回大阪アジアン映画祭で上映
- 2020年：『オーヴァーヒート 最後の制裁』除暴

### ラジオドラマ
- 2009年：OM Live『廿一世紀少年』

### 出演したミュージックビデオ
- 張敬軒（ヒンス・チョン）：餘震、老了十歲
- 方力申（アレックス・フォン）：認命
- 陳柏宇（ジェイソン・チャン）：你来自那顆星
- 洪卓立（ケン・ホン）：男孩看見野玫瑰 （TVB版）
- 陳偉霆：今天終於知道錯、狐狸小姐
- 容祖兒：這就是愛嗎、很忙

### 広告
- 2006年：富邦銀行（現：台北富邦銀行）（紙面広告）
- 2006年：BMG Fashion（紙面広告）
- 2008年：キヤノン  - Better to print yourself編（テレビ広告、紙面広告）
- 2008年：ケンタッキーフライドチキン - 鬼馬芝士波（Chewy Cheese）編（テレビ広告）
- 2008年：Reebok China
- 2009年：元緑広告
- 中信嘉華銀行（現・中信銀行国際）（テレビ広告）
- mangocity.com LTD（テレビ広告）
- キヤノン（紙面広告）
- One2Free（紙面広告）
- U観光雑誌（モデル）